# Call Your Friends
Call Your Friends — десятый студийный альбом американской панк-рок группы Zebrahead, выпущенный в Японии 7 августа 2013 года, мировой релиз состоялся 13 и 16 августа этого же года. Альбом имеет 5 различных обложек, в зависимости от региона распространения.
Во время записи альбома гитарист Грег Бергдорф был заменён Дэном Палмером из группы Death by Stereo. Оба гитариста отмечены за вклад в создание альбома.

## Список композиций
| №   | Название                                     | Длительность |
| --- | -------------------------------------------- | ------------ |
| 1.  | «Sirens»                                     | 3:26         |
| 2.  | «I'm Just Here for the Free Beer»            | 3:42         |
| 3.  | «With Friends Like These, Who Needs Herpes?» | 3:39         |
| 4.  | «Call Your Friends»                          | 3:07         |
| 5.  | «Murder on the Airwaves»                     | 3:38         |
| 6.  | «Public Enemy Number One»                    | 3:30         |
| 7.  | «Born to Lose»                               | 2:59         |
| 8.  | «Stick Em Up Kid!»                           | 3:15         |
| 9.  | «Automatic»                                  | 2:51         |
| 10. | «Nerd Armor»                                 | 2:58         |
| 11. | «Panic in the Streets»                       | 3:46         |
| 12. | «Don't Believe the Hype»                     | 3:35         |
| 13. | «Until the Sun Comes Up»                     | 3:01         |
| 14. | «Last Call»                                  | 3:42         |

| №   | Название                 | Длительность |
| --- | ------------------------ | ------------ |
| 15. | «Sex, Lies & Audiotape»  | 3:13         |
| 16. | «Battle of the Bullshit» | 3:16         |
| 17. | «Ready Steady Go»        | 3:18         |

## Состав группы
| Zebrahead - Али Табатабаи — рэп - Мэтти Люис — вокал, ритм-гитара - Дэн Палмер — гитара - Бен Осмундсон — бас-гитара - Эд Адхус — ударные Приглашённые музыканты - Камерон Уэбб — клавишные - Джейсон Фриз — дополнительные инструменты - Грег Бергдорф — тексты, гитара | Производство - Камерон Уэбб — продюсер, сведение - Брайан Гарднер — мастеринг Графическая часть - Руби Уолес — иллюстрации и макеты - Том Хуппа — фотографии - Тони Жаклин — модель |

## Релизы
| Страна        | Дата            | Формат                |
| ------------- | --------------- | --------------------- |
| Япония        | 7 августа 2013  | CD, цифровая загрузка |
| Канада        | 13 августа 2013 | CD, цифровая загрузка |
| Европа        | 13 августа 2013 | CD, цифровая загрузка |
| Южная Америка | 13 августа 2013 | CD, цифровая загрузка |
| США           | 13 августа 2013 | CD, цифровая загрузка |
| Австралия     | 16 августа 2013 | CD, цифровая загрузка |
| Австрия       | 16 августа 2013 | CD, цифровая загрузка |
| Германия      | 16 августа 2013 | CD, цифровая загрузка |
| Швейцария     | 16 августа 2013 | CD, цифровая загрузка |
| Мировой релиз | 16 августа 2013 | CD, цифровая загрузка |